# Observatieteam (Nederland)
Een observatieteam (OT) is een Nederlandse gespecialiseerde eenheid van de politie, AIVD, FIOD of marechaussee (Brigade Speciale Beveiligingsopdrachten) die wordt ingezet om personen of zaken te observeren. Hoewel in principe elke politieambtenaar mag en kan observeren wordt een observatieteam veelal ingezet wanneer het observeren technisch moeilijker is of er grotere kans op ontdekking bestaat. Vaak gaat het hierbij om observaties in rechercheonderzoeken naar de zware en georganiseerde misdaad of terrorisme. 
In Nederland heeft de politie voor stelselmatige observatie van personen voorafgaand een bevel van een officier van justitie op basis van artikel 126g of 126o van het Wetboek van Strafvordering nodig. Niet stelselmatige observaties worden gedaan op basis van artikel 3 van de politiewet 2012. 
Het verschil tussen wel of niet stelselmatige observatie is gelegen in bv. de duur en de intensiteit van een observatie.